# Литий
Литият е химичен елемент със символ Li и атомен номер 3. Той е мек сребристо-бял алкален метал. При стандартни условия е най-лекият метал и най-лекият твърд елемент. Подобно на всички алкални метали, литият е силно реактивоспособен и затова се съхранява в петрол. Той е с метален блясък, но изложен на въздух, бързо потъмнява. Литий се изолира в чист вид чрез електролиза на смес от стопилка на литиев хлорид и калиев хлорид.
Трансмутацията на литиевите атоми до хелий през 1932 г. е първата ядрена реакция, предизвикана от човек, а литиевият деутерид (LiD) се използва във верижните термоядрени реакции в ядрените оръжия.

## Откриване
При анализа на минерала петалит (LiAiSi4O10) шведският химик и минералог Йохан Август Арфведсон през 1817 г. достига до неизвестен остатък. Това се оказва сулфат, който не е сходен със сулфата на натрия и калия, а на неизвестен метал. След 38 години литият е изолиран в свободен вид чрез електролиза на стопилка на литиев хлорид.

## Етимология
Берцелиус, учителят на Арфведсон, дава името „литий“ и знак Li, от гръцката дума „литос“ – камък, тъй като за разлика от натрия и калия, които тогава са открити в растения, новия метал е открит в камък.

## Разпространение
Литият е на 25-о място по разпространеност в Слънчевата система, а в земната кора е на 35-о място. Литият не се среща свободно в природата, а само под формата на йонни съединения – пегматитни минерали, които някога са били основният източник на литий.
Литият влиза в състава на повече от 150 минерала. Най-важните минерали, съдържащи литий, са лепидолит, сподумен, петалит и амблигонит (всички те са алумосиликати). Литият често съпътства някои магнезиеви минерали, замествайки магнезия в тях, тъй като атомнте радиуси на Li и Mg са близки.

## Физични свойства
Литият е достатъчно мек, за да бъде срязан с нож. Когато се среже, повърхността му има сребристо-бял цвят, който на въздух бързо се променя до сиво поради окисляване до литиев оксид и. Той има една от най-ниските точки на топене, сред всички метали (180 °C), но е с най-високите точки на топене и кипене спрямо останалите алкални метали.
Литият има много ниска плътност (0,534 g/cm3), близка до тази на бора. Той плава дори и в най-леките въглеводороди и е един трите метала, които могат да плават във вода – другите са натрий и калий.
Коефициентът на топлинно разширение на лития е два пъти по-голям от този на алуминия и почти четири пъти по-голям от този на желязото. Литият е свръхпроводим под 400 μK при стандартно налягане и при по-високи температури (>9 К) и много високи налягания (>20 GPa). При температури под 70 К, литият, подобно на натрия, претърпява трансформации на промяна в кристалната структура. При 4,2 К има ромбоедрична кристална структура с деветстепенно повторение, а при по-високи температури, тя се трансформира в кубична стенноцентрирана, а след това в кубична обемноцентрирана. При температура 4 К ромбоедричната структура е преобладаваща. За лития при високи налягания са установени множество алотропни форми.
Литият е добър проводник на топлина и електричество.
Разтваря се в течен амоняк без да отделя водород. Разредените му амонячни разтвори имат син цвят.

### Изотопи
Природният литий има два стабилни изотопа – 6Li и 7Li. Получени са изкуствено и са изследвани осем радиоактивни изотопа. Те имат периоди на полуразпад под секунда.
При облъчването на 7Li с ускорени протони протича ядрената реакция:
{\displaystyle {\ce {^7 Li + p ->2 ^{4}Li + \gamma}}}.
7Li има напречно сечение на залавяне на топлинни неутрони 0,033 b, докато 6Li взаимодейства с топлинни неутрони по реакцията:
{\displaystyle {\ce {^6 Li + ^1n -> ^3T + ^4He}}}.
Тази реакция е единственият промишлен източник за получаването на тритий.

## Химични свойства
Литият заема първо място в IA група и е първият алкален метал. Електронната му структура е K2s1 – прибавя се един 2s-електрон спрямо хелия.
Подобно на другите алкални метали, литият има един валентен електрон, който лесно се отдава, за да се образува катион. Най-слабо реактивен е от алкалните метали. Ниската реактивност на лития се дължи на близостта на неговия валентен електрон до ядрото му. Най-малкият по размер Li+ йон в групата има най-голяма хидратационна енергия, за която има значение и по-слабото екраниране на ядрото от 1s2-електроните. Има постоянна първа валентност.
В газообразно състояние литият образува двуатомна молекула Li2, като връзката Li–Li е най-здравата от алкалните метали.
Литият реагира лесно с водата, но със значително по-слаба сила от другите алкални метали. Реакцията води до образуване на водород и литиев хидроксид. Поради своята реактивоспособност към водата, литият обикновено се съхранява в среда от петрол. Във влажен въздух, литият бързо потъмнява за да образува черно покритие от литиев хидроксид (LiOH и LiOH·H2O), литиев нитрид (Li3N) и литиев карбонат (Li2CO3) – резултат на вторична реакция между LiOH и CO2.
Когато бъдат поставени върху пламък, литиевите съединения оцветяват пламъка в розово-червеникав цвят, но когато изгарят силно, пламъкът става сребрист. Литият се запалва и гори в среда от кислород и когато е изложен на вода или водни пари. Литият е запалим и потенциално експлозивен, когато е изложен на въздух и особено на вода, макар и в по-малка степен от другите алкални метали. Реакцията на лития с водата при нормални температури е бурна, но не е съпроводена с взрив, защото отделящият се водород не се самозапалва. Както при всички алкални метали, пожарите причинени от литий са трудни за гасене, изискващи пожарогасители със сух прах (тип D). Литият е един от малкото метали, които реагират с азота при нормални условия.
Реагира лесно с азота, въглерода и силиция.
С всички киселини дава съответните много разтворими във вода соли, с изключение на LiF, Li,CO3 и LiPO4.
Литият има диагонално сходство с магнезия, елемент с подобен атомен и йонен радиус. Химичните прилики между двата метала включват образуването на нитриди, чрез взаимодействие с N2, образуването на оксиди (Li2O) и пероксиди (Li2O2), когато се изгори в О2, както и соли с подобни разтворимости и термична нестабилност от карбонатите и нитридите. Литият реагира с водорода при по-високи температури и води до образуване на литиев хидрид (LiH).

## Съединения

### Халогениди
Литият образува LiF, LiCl, LiBr и LiI. Те се разтварят в някои кислородсъдържащи оргнични разтворители за сметка на образуването на разтворими комплекси.
LiCl и LiF се използват като флюсии при заваряването на алуминиеви съдове.

### Оксид, пероксид и хидроксид
При загряване на литий във въздух се получават Li2O и Li2O2. 
Литиевият оксид (Li2O) е безцветен кристал с кубична решетка. Във влажен въздух образува Li3N, LiOH и Li2CO3. Оксидът е стабилен до 500 °C.
Дилитиевият пероксид (Li2O2) се получава при взаимодействие на етанолов разтвор на LiOH с H2O2. Първоначален продукт е литиевият хидрогенпероксид, който се разпада поради своята нестабилност:
{\displaystyle {\ce {LiOH + H2O2 -> LiOOH + H2O}}},
{\displaystyle {\ce {2LiOOH -> Li2O2 + H2O2}}}.
Той се използва в космическите кораби за получаване на кислород:
{\displaystyle {\ce {2Li2O2 + 2CO2 -> 2Li2CO3 + O2 ^}}}.
Литиевият хидроксид (LiOH) е твърдо, бяло, силно хигроскопично вещество с ниска температура на топене – 471 °C. Получава се при взаимодействието на Li2O с вода. При обикновени условия е монохидрат. Обезводнява се лесно при нагряване при понижено налягане. При загряване се обезводнява до Li2O. Прибавя се към електролита на алкалните акумулатори, защото повишава тяхната мощност.

### Съединения с кислородосъдържащи киселини
Литият образува много стабилни соли с кислородосъдържащи киселини – борати, амиди, карбонати, нитрати и други.
Литиевият карбонат (Li2CO3), както и магнезиевият, при загряване се разлага до Li2O:
{\displaystyle {\ce {Li2CO3 ->[{t°}] Li2O + CO2 ^}}}.
Литиевият карбонат влиза в състава на различни видове емайли за понижаване на теплературата на стопилката. Прибавен при производството на стъкла, придава не чупливост на изделието. Не е изолиран LiHCO3.
При загряване литиевият нитрат (LiNO3) се разлага направо на Li2O поради нестабилността на LiNO2:
{\displaystyle {\ce {LiNO3->[{t°}]Li2O + 2NO2 + 1/2 O2}}}.
Използва се фойерверки и светлинни сигнали в тъмночервен цвят. Кристализира с три молекули вода.
Литиевият сулфат (Li2SO4) не образува стипци.
Литиевият ниобат (LiNbO3) има ромбоедична решетка. Това е прозрачен сенгетоелктрик, относително твърд и плътен материал, особено подходящ в електро оптиката. Използва се в пиезоелектричните преобразуватели.

### Други съединения
Литият образува фулериди от вида C6Li, C12Li, C18Li.
Известни са Li3N и няколко фосфида – Li2P16, Li3P21.
Литият формира и стабилен карбид (Li2C2), докато другите алкални метали не образуват стабилни карбиди.
Литиевият хидрид (LiH) е особено устойчиво съединение в сравнение с хидридите на алкалните метали. Използва се в спасителни съоръжения за самолети и кораби в открито море. Реагира с водата и амоняка до хидроксид и имид, респективно:
{\displaystyle {\ce {2LiH + H2O -> 2LiOH + 2H2 ^}}},
{\displaystyle {\ce {2LiH + NH3 -> Li2NH2 + 2H2 ^}}}.
Други известни съединения включват сулфид (Li2S) и борхидрид (LiBH4). Литиево-алуминиевият хидрид (LiAlH4) обикновено се използва, като редуциращ агент в органичния синтез.
LiHe е съединение, дължащо се изцяло на ван дер Ваалсови връзки, чието образуване е възможно само при много ниски температури.

### Органични съединения
Известни са множество органолитиеви реагенти, в които има директна връзка между въглеродни и литиеви атоми, което ефективно създава карбениев йон. Органолитиеви съединения са изключително силни основи и нуклеофили. В много от тези органолитиеви съединения, литиевите йони се подреждат във високосиметрични клъстери, които са сравнително обичайни и за останалите алкални метали.
Метод за получаването на тези производни е чрез органоживачни съединения:
{\displaystyle {\ce {2Li + Hg2Ar/Hg2R -> 2LiAr/2LiR + 2Hg}}}.
Процесът се извършва в органичен разтворител.
Органолитиевите съединения се използат в полимеризационни процеси.
При лития е получен тъмносин литиев криптат с формула [Li(криптат)]+e-. Това съединение електрид.

## История на изследванията
Литият започва да се изучава усилено след средата на 20 век.

## Производство
Благодарение на неговата разтворимост като йон, литият присъства в морската вода и тя е главният източник за получаването му.
Металният литий най-често се получава чрез електролиза на разтопена смес от 55% LiCl и 45% KCl при 450 °C. Отделящия се на анода хлор е ценен страничен продукт. За получаване на литий се прилага и редукция с други елементи, образуващи устойчиви оксиди:
{\displaystyle {\ce {2Li2O + Si -> SiO2 + 4Li}}}.

## Приложение
Литият и неговите съединения имат няколко индустриални приложения включително при производството на топлоустойчиво стъкло и керамика, литиеви смазочни масла, добавка при производство на желязо, стомана, алуминий и литиево-йонни батерии. Тези потребления консумират почти ¾ от произведения литий.
Съединения на лития се използват във вентилационните системи на космическите кораби, подводници, за надуване на спасителни лодки, в стъкларската (за специални оптически стъкла, използвани при работа с рентгенови лъчи) и керамичната индустрия, като фунгицид, в литиево-йонните батерии. В пиротехниката литиевите съединения се използват за производство на светещи червени ракети.
Литият има приложения в ядрената физика.
Литиевият деутерид LiD (съединението на лития с деутерия – тежкия изотоп на водорода) поради удобните си физични свойства е единственото гориво, което се използва при водородните бомби за осъществяването на термоядрен взрив.
Използва се за направата на леки и твърди сплави за самолетостроенето. Една такава литиева сплав е със състав 85% Mg, 14% Li и 1% Al. Литият се използва за очистване на газови смеси от азот.
Съединения на лития се използват като ефективно средство в медицината (психиатрия) при лечението на биполярни разстройства.

## Биологични ефекти
Литият присъства в биологичните системи в малки количества, но неговите функции са неясни. Литиевите соли (LiCO3) се използват в производството на лекарства, при лечението на биполярно разстройство.